# We Live in Time
We Live in Time is een Frans-Britse romantische dramafilm uit 2024 geregisseerd door John Crowley. De film ging op 6 september 2024 in première tijdens het Internationaal filmfestival van Toronto.

## Verhaal
De film volgt de samenkomst van Tobias en Almut. Tobias is een jonge man die, na zijn recente scheiding, probeert te achterhalen wat zijn plek in de wereld is. Almut is een geestige en vastberaden chef-kokkin met passie voor haar werk. Wanneer de twee hun paden op een dag kruisen zorgt dit ervoor dat beide levens voor altijd zullen veranderen.

## Rolverdeling
| Acteur                 | Personage        |
| ---------------------- | ---------------- |
| Andrew Garfield        | Tobias Durand    |
| Florence Pugh          | Almut Brühl      |
| Grace Delaney          | Ella             |
| Lee Braithwaite        | Jade             |
| Aoife Hinds            | Sky              |
| Adam James             | Simon Maxson     |
| Douglas Hodge          | Reginald Durand  |
| Amy Morgan             | Leah             |
| Niamh Cusack           | Sylvia           |
| Lucy Briers            | Dr. Kerri Weaver |
| Robert Boulter         | Dr. Hernandez    |
| Nikhil Parmar          | Sanjay           |
| Kerry Godliman         | Jane             |
| Heather Craney         | Buffy Jones      |
| Marama Corlett         | Adrienne Duvall  |
| Matt Kennard           | Benjamin         |
| Sam Kennard            | Lucas            |
| Eliot Salt             | chef James       |
| Kevin Brewer           | chef Luke        |
| Fumilayo Brown-Olateju | chef Ruth        |

## Achtergrond
De film werd geregisseerd door John Crowley naar een scenario van Nick Payne. De productie van de film lag in handen van Adam Ackland, Leah Clarke en Guy Heeley, met Benedict Cumberbatch als uitvoerend producent.  De opnamen van de film gingen in april 2023 van start in Herne Hill, Londen. Hoofdrollen in de film waren weggelegd voor Andrew Garfield en Florence Pugh.

## Release en ontvangst
We Live in Time ging op 6 september 2024 in première op het Internationaal filmfestival van Toronto. Eind september beleefde de film zijn première in Europa als slotfilm tijdens het Internationaal filmfestival van San Sebastián. De film werd op 11 oktober 2024 in de Verenigde Staten in de bioscopen gebracht en op 1 januari 2025 in de bioscopen van het Verenigd Koninkrijk. De film werd in België op 1 januari en in Nederland op 9 januari 2025 in de bioscopen uitgebracht.
De film werd in het algemeen goed ontvangen. Op Rotten Tomatoes heeft de film een score van 79% op basis van 220 beoordelingen. Metacritic komt op een score van 60/100, gebaseerd op 46 beoordelingen.